# José Luis Azcona Hermoso

Bischofswappen von José Luis Azcona Hermoso

José Luís Azcona Hermoso OAR (* 28. März 1940 in Pamplona; † 20. November 2024 in Belém) war ein spanischer römisch-katholischer Ordensgeistlicher und Prälat von Marajó.

## Leben
José Luís Azcona Hermoso trat der Ordensgemeinschaft der Augustiner-Rekollekten bei und empfing am 21. Dezember 1963 die Priesterweihe.
Papst Johannes Paul II. ernannte ihn am 16. Februar 1987 zum Prälaten von Marajó. Der Erzbischof von Belém do Pará, Alberto Gaudêncio Ramos, spendete ihm am 5. April desselben Jahres die Bischofsweihe; Mitkonsekratoren waren Florentino Zabalza Iturri OAR, Prälat von Lábrea, und Vicente Joaquim Zico CM, Koadjutorerzbischof von Belém do Pará. Als Wahlspruch wählte er In nomine Domini („Im Namen des Herrn“).
Papst Franziskus nahm am 1. Juni 2016 seinen altersbedingten Rücktritt an.